# Kościół Ścięcia św. Jana Chrzciciela w Zawadzie
Kościół Ścięcia świętego Jana Chrzciciela w Zawadzie – rzymskokatolicki kościół filialny należący do parafii Najświętszego Serca Pana Jezusa w Witankowie (dekanat Wałcz diecezji koszalińsko-kołobrzeskiej).
Jest to świątynia wzniesiona w XVII wieku. Gruntownie została wyremontowana w latach 1928–1929 i 2000–2002. Zakrystię dobudowano w 1975 roku. Gruntowny remont został przeprowadzony w latach 2000–2002, a w 2023  roku wyremontowano dach.
Kościół jest budowlą drewnianą, wzniesioną w konstrukcji zrębowej. Świątynia jest orientowana, salowa, nie posiada wyodrębnionego prezbiterium z nawy, zamknięta jest trójbocznie, z boku jest umieszczona duża zakrystia. Budowlę nakrywa dach jednokalenicowy, pokryty gontem. Wnętrze jest otynkowane i nakryte stropem belkowym. Zachowała się empora muzyczna, podparta słupami. Ołtarz główny i ambona powstały w stylu późnorenesansowym w XVII wieku.